# Roger Helland
Roger Helland (Austrheim, 1973. szeptember 26. –) norvég labdarúgó-középpályás. Pályafutása nagy részét az SK Brannban töltötte. 1997-ben két mérkőzésen a norvég labdarúgó-válogatottban is pályára lépett.

## Pályafutása
Helland Austrheimben született, az SK Brann utánpótlásában játszott. 1989-ben két U15-ös válogatott meccsen játszott Norvégia színeiben. 1993-ban mutatkozott be a norvég élvonalban, a Rosenborg BK elleni meccs 83. percében állt be a Lerkendalban, a Brann 4–0-ra nyert. A tavaszi szezonban ezeken kívül csak 1 meccsen lépett pályára, de a 12. meccstől mind a 13 meccset végigjátszotta. 1994 és 1995 közt 24 alkalommal lépett pályára a norvég U21-es labdarúgó-válogatottban. 1997-ben ezüstéremhez segítette a Brannt, amely a klub legjobb élvonalbeli eredménye volt 1975 óta, ebben az évben játszotta mindkét meccsét a felnőttválogatottban. 1999-ig minden sorozatot együttvéve 206 meccsen 21 gólt lőtt a Brannban. A norvég élvonalban 154 találkozón 15 gólt szerzett.
Helland branni szerződése 1999 decemberében lejárt, több norvég csapat is szerződtette volna. Helland külföldre akart igazolni, ezért elfogadta a dán Brøndby IF ajánlatát, ahol frissen nevezték ki a norvég Åge Hareidet vezetőedzőnek. Helland részese lett a fiatal tréner skandinávosítási tervének, az átigazolási ablakban érkezett Stig Inge Bjørnebye, Magnus Svensson, Krister Nordin, és Mattias Jonson is. Hareide vele akarta helyettesíteni a sok hibát ejtő középső védőt, Vragel da Silvát az általa frissen bevezetett 4-3-3-as felállás védelmi zónájában. 2000 márciusában mutatkozott be, az 1999–2000-es dán élvonal hátralevő 15 meccséből 12-n játszott, a Brøndby második lett. A szezon vége felé a klubelnök Per Bjerregaard kritizálta a középső védők (Helland és Per Nielsen) teljesítményét, Hellandot a dán média is kritizálta. 2000. nyarán nem hosszabbították meg szerződését.
2000 júniusában tért vissza Norvégiába a Lillestrøm SK csapatába. Itt 26 bajnokit játszott. 2002-ben a Fredrikstad feljutott a másodosztályba, Helland decemberben odaigazolt, hogy erősítse a csapatot. A Fredrikstad ismét feljutott, így Helland visszatérhetett az élvonalba, ahol már harmadik csapattal járt. A 2004-es szezon harmadik meccsén megszerezte a csapat 20 év óta első élvonalbeli gólját, a Molde FK elleni hazai meccsnek az volt az egyetlen gólja.
2004. június 13-án visszatért a Brann Stadionba korábbi csapata ellen. A meccs rosszul végződött számára, egy kérdéses szituáció után a játékvezető kiállította. 59 fredrikstadi bajnoki és 8 gól után Helland 2005-ben visszavonult a labdarúgástól. 2009-ben utánpótlásedzőként tért vissza a Brannhoz.

## Fordítás
Ez a szócikk részben vagy egészben  a   Roger Helland című angol Wikipédia-szócikk ezen változatának fordításán alapul.  Az eredeti cikk szerkesztőit annak laptörténete sorolja fel. Ez a jelzés csupán a megfogalmazás eredetét és a szerzői jogokat jelzi, nem szolgál a cikkben szereplő információk forrásmegjelöléseként.